# Agencia Estatal de Administración Digital
La Agencia Estatal de Administración Digital (AEAD) es un organismo público español, adscrito al Ministerio para la Transformación Digital y de la Función Pública, a través de la Secretaría de Estado de Función Pública, responsable de la ejecución de las competencias del Gobierno de España en materia de administración electrónica y servicios públicos digitales, transformación digital e innovación tecnológica, así como todo lo referente a tecnologías de la información y las comunicaciones (TIC), en el marco de la Administración Pública.
Para la consecución de sus objetivos, la AEAD tiene encomendada la coordinación funcional de las unidades TIC de las subsecretarías y otros centros directivos ministeriales, así como de los organismos y entidades de Derecho público vinculados o dependientes del sector público estatal, con la excepción de aquellos pertenecientes a la Presidencia del Gobierno, al Ministerio de Hacienda, al Ministerio del Interior en lo relativo a las Fuerzas y Cuerpos de Seguridad del Estado, al Ministerio de Defensa, al Ministerio de la Presidencia, Justicia y Relaciones con las Cortes, en lo relativo al ámbito de las aplicaciones de órganos colegiados del Gobierno y relaciones con las Cortes, y a la Gerencia de Informática de la Seguridad Social.

## Historia

### Primeros años: órgano directivo
Por Acuerdo del Consejo de Ministros de 26 de octubre de 2012, se creó la Comisión para la Reforma de las Administraciones Públicas (CORA) con el objetivo de racionalizar las estructuras, procedimientos y recursos de estas. Gran parte de las medidas giraban en torno a las tecnologías de la información y las comunicaciones (TIC) y, en concreto, se formuló un nuevo modelo de gobernanza de las TIC en la Administración General del Estado (AGE), cuya traducción más evidente fue la creación de un órgano directivo de alto nivel durante el primer Gobierno de Mariano Rajoy, la Dirección de Tecnologías de la Información y las Comunicaciones (DTIC), que durante el segundo Gobierno de éste pasó a denominarse Secretaría General de Administración Digital (SGAD).
Integrada orgánicamente en el Ministerio de la Presidencia y dependiente funcionalmente tanto de éste como del Ministerio de Hacienda y Administraciones Públicas, la Dirección de Tecnologías de la Información y las Comunicaciones (DTIC) —cuyo titular tenía rango de subsecretario— nació sin una estructura clara en septiembre de 2013. Un año más tarde, con el órgano plenamente operativo, se determinó que su dependencia orgánica y funcional debía ser única de la Secretaría de Estado de Administraciones Públicas del Ministerio de Hacienda y Administraciones Públicas y se le dotó de cuatro subdirecciones generales: la Subdirección General de Coordinación de Unidades TIC, la Subdirección General de Impulso de la Administración Digital y Servicios al Ciudadano, la Subdirección General de Explotación y la Subdirección General de Aplicaciones y Servicios Generales. También se le dotó de una División de Inversiones TIC, con nivel orgánico inferior a subdirección.
Como se ha mencionado, en noviembre de 2016 la DTIC se transformó en la Secretaría General de Administración Digital (SGAD). Se integró en la Secretaría de Estado de Función Pública (SEFP) del Ministerio de Hacienda y Función Pública, manteniendo prácticamente intacta su estructura a través de las cuatro subdirecciones generales ya mencionadas anteriormente, aunque transformando la antigua División de Inversiones TIC en la Subdirección General de Inversiones TIC. Por último, el Gabinete Técnico pasó a ser únicamente un Gabinete.
Tras el cambio de Gobierno en junio de 2018, la SEFP pasó a formar parte del Ministerio de Política Territorial y Función Pública y se creó en el seno de la Secretaría General una nueva División de Planificación y Coordinación de Ciberseguridad (DPCC) para la dirección técnica y estratégica del Centro de Operaciones de Ciberseguridad de la Administración General del Estado y sus organismos públicos SOC. Año y medio después, en el segundo Gobierno de Pedro Sánchez, éste concentró todas las competencias digitales en el Ministerio de Asuntos Económicos y Transformación Digital y la Secretaría General pasó a depender de la nueva Secretaría de Estado de Digitalización e Inteligencia Artificial. En este momento, las subdirecciones generales se renombraron —Subdirección General de Planificación y Gobernanza de la Administración Digital, Subdirección General de Impulso de la Digitalización de la Administración, Subdirección General de Infraestructuras y Operaciones, Subdirección General de Servicios Digitales para la Gestión y Subdirección General de Presupuestos y Contratación TIC—, se mantuvo la DPCC y el Gabinete recuperó su carácter técnico.
En diciembre de 2023 pasó a depender directamente del titular del recién creado Ministerio de Transformación Digital. En febrero de 2024, con el área de Función Pública integrado en este nuevo Departamento, la SGAD volvió a adscribirse a la Secretaría de Estado de Función Pública y se creó una nueva División de Tecnologías de la Información y Comunicaciones.

### Transformación en una agencia estatal
A finales de 2024, la Secretaría General de Administración Digital fue transformada en la Agencia Estatal de Administración Digital (AEAD) por medio del Real Decreto 1118/2024, de 5 de noviembre, por el que se aprueba su estatuto, cumpliendo así con el mandato dado al Gobierno por parte de las Cortes Generales en la Ley de Presupuestos Generales del Estado para 2022. Se constituyó formalmente el 21 de febrero de 2025.
El mencionado estatuto dio nueva forma a este organismo, agrupando las cinco Subdirecciones Generales hasta entonces existentes en tres Direcciones —Administración Digital, Prestación de Infraestructuras y Operaciones, y Ciberseguridad, Tecnologías Disruptivas e Integridad de los Datos— y una Secretaría General para la gestión de los servicios comunes. Estos órganos se dividen en diferentes Departamentos, existiendo también algunos independientes y adscritos a la Dirección de la Agencia Estatal, como es el caso del Departamento de Calidad y Gestión de la Demanda.

## Estructura
La Agencia se estructura como sigue:
- La Presidencia. La presidencia es ejercida por el titular de la Secretaría de Estado de Función Pública.
- El Consejo Rector. Es el órgano colegiado de gobierno de la Agencia, formado por el presidente y el director de la misma y representantes de los departamentos ministeriales, del Centro Criptológico Nacional, de las comunidades autónomas y entidades locales, así como de los sindicatos.
- La Dirección. La Dirección, con rango de Subsecretaría, es el máximo órgano ejecutivo de la Agencia, siendo responsable de la dirección y gestión ordinaria del organismo. De la Dirección dependen los siguientes órganos administrativos:
  - La Dirección de Administración Digital.
    - El Departamento de Servicios Digitales Orientados a la Ciudadanía.
    - El Departamento de Nuevos Servicios Innovadores.
    - El Departamento de Servicios Digitales para la Gestión.

  - La Dirección de Prestación de Infraestructuras y Operaciones.
    - El Departamento de Infraestructuras y Cloud.
    - El Departamento de Puesto de Trabajo.
    - El Departamento de Comunicaciones.

  - La Dirección de Ciberseguridad, Tecnologías Disruptivas e Integridad de los Datos.
    - El Departamento de Planificación de la Ciberseguridad.
    - El Departamento de Operación de la Ciberseguridad.
    - El Departamento de Tecnologías Disruptivas e Integridad de la Información.

  - La Secretaría General.
    - El Departamento de Recursos Humanos.
    - El Departamento de Gestión Económica y Presupuestaria y Asuntos Generales.
    - El Departamento de Relaciones Institucionales y Fondos Comunitarios.

  - El Departamento de Calidad y Gestión de la Demanda.
  - Las Divisiones de coordinación de los servicios TIC comunes y transversales en los departamentos ministeriales.

Asimismo, para asegurar el correcto funcionamiento de la Agencia, existe una Comisión de Control que recaba información, la analiza y evalúa, y se la transmite al Consejo Rector. Por otra parte, la Dirección del organismo cuenta con un Gabinete para dar apoyo y asistencia inmediata a su titular.

## Administración digital del Estado
Además del Real Decreto 1118/2024, de 5 de noviembre, por el que se aprueba el Estatuto de la Agencia Estatal de Administración Digital, la actividad de la AEAD también se rige por el Real Decreto 1125/2024, de 5 de noviembre, por el que se regulan la organización y los instrumentos operativos para la Administración Digital de la Administración del Estado.
Este reglamento unifica la gobernanza de las tecnologías de la información y la comunicación, con una Comisión de Estrategia sobre Tecnologías de la Información y las Comunicaciones de la Administración del Estado (CETIC, anteriormente conocido como Consejo Superior de Administración Electrónica) como coordinadora del sistema con representación de todos los ministerios, la Agencia Estatal de Administración Digital como órgano central y de coordinación de los servicios y unidades TIC de los organismos estatales (con algunas excepciones como Hacienda, Defensa o Presidencia del Gobierno, entre otras), y las Comisiones Ministeriales de Administración Digital, para la coordinación interna departamental de las medidas adoptadas en esta materia. Asimismo, el mencionado reglamento regula el Comité de Dirección de las Tecnologías de la Información y las Comunicaciones que, presidido por el director de la AEAD e integrado por los responsables de las unidades TIC, es el órgano inmediato de acción y colaboración entre órganos, siempre de acuerdo con las directrices establecidas pro la CETIC; y las Unidades de Tecnologías de la Información y Comunicaciones (Unidades TIC), como el órgano administrativo más básico de los ministerios y organismos públicos para ofrecer servicios TIC.
Por otra parte, también prevé la existencia de una Estrategia en Materia de Tecnologías de la Información y las Comunicaciones (Estrategia TIC), instrumento aprobado por el Gobierno de la Nación, a propuesta de la CETIC, que determina los objetivos, principios y acciones para el desarrollo de la administración digital y la transformación digital de la Administración del Estado y sus organismos y entidades públicas.

### Servicios transversales y contratación centralizada
En el ámbito de servicios comunes, el Consejo Rector de la Agencia puede proponer a la Comisión TIC la declaración de determinados medios o servicios comunes digitales de la Administración del Estado cuando, en razón de su naturaleza o del interés común, respondan a necesidades de un número significativo de unidades administrativas, coadyuvando a la transformación digital de la administración en mejores condiciones de eficacia y eficiencia, de forma similar a la contratación centralizada. Precisamente, en este último ámbito la Agencia Estatal juega un papel relevante, puesto que se sitúa como el órgano central en materia de contratación sobre servicios y productos TIC, en colaboración con la Dirección General de Racionalización y Centralización de la Contratación.

### Estadísticas TIC
El mencionado Real Decreto también encomienda a la AEAD el seguimiento del estado de ejecución de los presupuestos TIC de la Administración del Estado y sus organismos públicos y entidades dependientes, siendo en este caso las Comisiones Ministeriales de Administración Digital las encargadas de asistir y facilitar la información necesaria. De esta forma, coge el testigo de la Comisión de Estrategia TIC que, hasta entonces, ejercía estas funciones a través del Observatorio de la Administración Electrónica y Transformación Digital.
A este respecto, el Informe REINA recoge que, en el año 2021, el gasto TIC de la Administración General del Estado ascendió a 2257 millones de euros. Por su parte, las comunidades autónomas invirtieron 2950 millones en este ámbito en el año 2023 (Informe CAE) y, las entidades locales de más de 500 habitantes, 1159 millones en el año 2020 (Informe IRIA).
Estos mismos informes también recogen cifras de empleados públicos dedicados a los servicios TIC. Así, la Administración del Estado contaba en 2021 con 10 090 empleados en este ámbito, estando el grueso en los ministerios de Defensa (2492) e Interior (2354), seguidos de Hacienda (1744) e Inclusión, Seguridad Social y Migraciones (1120). Por su parte, las comunidades autónomas empleaban en este ámbito a 7166 personas en 2023 y, las entidades locales de más de 500 habitantes, a 9843 personas.

## Titulares
Entre 2013 y 2016 el titular del órgano directivo era conocido como director de Tecnologías de la Información y de las Comunicaciones de la Administración General del Estado y, entre 2016 y 2024, como secretario general de Administración Digital, en ambas ocasiones con rango de Subsecretario. Desde 2025, este funcionario es denominado director de la Agencia Estatal de Administración Digital, con el mismo nivel administrativo.
| N.º                                                             | Nombre                                                          | Mandato                                                         | Cuerpo                                                          | Ref.                                                            |
| Dirección de Tecnologías de la Información y las Comunicaciones | Dirección de Tecnologías de la Información y las Comunicaciones | Dirección de Tecnologías de la Información y las Comunicaciones | Dirección de Tecnologías de la Información y las Comunicaciones | Dirección de Tecnologías de la Información y las Comunicaciones |
| --------------------------------------------------------------- | --------------------------------------------------------------- | --------------------------------------------------------------- | --------------------------------------------------------------- | --------------------------------------------------------------- |
| 1.º                                                             | Domingo Molina Moscoso                                          | 2013-2016                                                       | CSSTIAE                                                         | [ 22 ]                                                          |
| Secretaría General de Administración Digital                    |                                                                 |                                                                 |                                                                 |                                                                 |
| 1.º                                                             | Domingo Molina Moscoso                                          | 2016-2018                                                       | CSSTIAE                                                         | [ 23 ]                                                          |
| 2.º                                                             | Fernando de Pablo Martín                                        | 2018-2020                                                       | CSSTIAE                                                         | [ 24 ]                                                          |
| -                                                               | Celia Tenes García (interina)                                   | 2020                                                            | CSSTIAE                                                         |                                                                 |
| 3.º                                                             | Juan Jesús Torres Carbonell                                     | 2020-2024                                                       | CSSTIAE                                                         | [ 25 ]                                                          |
| -                                                               | Santiago Graña Domínguez (interino)                             | 2024-2025                                                       | CSSTIAE                                                         |                                                                 |
| Agencia Estatal de Administración Digital                       |                                                                 |                                                                 |                                                                 |                                                                 |
| 4.º                                                             | Juan Jesús Torres Carbonell                                     | 2025-pres.                                                      | CSSTIAE                                                         | [ 26 ]                                                          |